# 高橋義人 (トレーナー)
高橋 義人（たかはし よしと、1976年3月31日 - ）は、オーダーメイド・トレーニングサロンEva Cuore Body主宰。医学的なエビデンスを元に日常で使える種目を考案するトレーナーとして注目を集めている。夏木マリ、土屋アンナ、紫吹淳らとメディア出演し、またオリンピック選手や女性誌の特集・監修などを多数手掛けており、美容・ライフスタイルのエクササイズとして幅広い層から支持を受けている。
肩甲骨エクササイズの第一人者であり、近年では新垣結衣とテレビ出演をし、考案したフリパラツイストが話題となった。フリパラツイストは、リンパ液のタンクのような部分である乳び槽を刺激してリンパの流れを活性化するエクササイズである。
またスーパーやホテル等の企業とコラボレーションし、働きながらエクササイズを行えるプログラムの作成やストレッチマッサージのカリキュラム等を提供している。

## 来歴
1976年東京都生まれ。幼少期から水泳競技を行い、そこで培われた経験をもとに理論に裏打ちされたトレーニングを開発する。
大手フィットネスクラブを経て、医療とトレーニングの融合、コナミスポーツの試験的パーソナルトレーナー導入等に携わる。その後ストレッチマッサージの技術を磨き、幼児体育のカリキュラムとして運動と勉強の神経を発達させる運脳トレーニングの開発等も手掛ける。2011年「10年先の身体のためにいまできること」をテーマに、体の機能美を追求する。

## 著書
- 『１日1分「うしろ肩」を回すだけで誰でもやせられる！よくわかるDVD付き』 講談社、2014年
- 『フリパラツイスト　30秒リンパひねりでみるみるやせる！』 講談社、2017年
- 『30秒で腹筋100回分！　「リンパひねり」で全身がやせる』 PHP研究所、2018年
- 『1日3分のBreath Ass MethodでVラインまで見せたくなるお腹を作る』 講談社、土屋アンナ、高橋義人、2019年

## テレビ出演
- TBS『はままるマーケット』
- 日本テレビ『解決！ナイナイアンサー』
- 日本テレビ『ダウンタウンDX』
- TBS『金スマ』
- TBS『サタデープラス』
- テレビ東京『ソレダメ！〜あなたの常識は非常識！？〜』
- 読売テレビ『あさパラ』
- 関西テレビ系列『ウラマヨ』
- 日本テレビ 『しゃべくり007』
- テレビ朝日『グッドモーニング』

他、多数出演